# Marquis de Sade: Justine
Marquis de Sade: Justine ist ein italienisch-deutscher Spielfilm von Jess Franco aus dem Jahr 1968 mit Klaus Kinski und Romina Power in den Hauptrollen. Das Drehbuch verfassten Arpad De Riso und Erich Kröhnke. Es beruht auf dem Roman Justine von Marquis de Sade, den dieser im Sommer 1787 als Strafgefangener in der Bastille verfasste und von dem drei Fassungen existieren. Im deutschen Sprachraum kam der Streifen nach starken Kürzungen (die englischsprachige Originalfassung läuft 124 min und kam das erste Mal am 13. Juni 1969 in die Kinos).

## Handlung
Zwei junge Schwestern aus gutem Hause, Justine und Juliette, stehen nach dem Bankrott des Vaters und dem Tod der Mutter plötzlich mittellos da und müssen die Klosterschule verlassen. Während die skrupellose Juliette sofort in einem Freudenhaus unterkommt, zur Mätresse des Adels und zur Gräfin aufsteigt, den Gatten beseitigt und beerbt, um unangefochten in Luxus leben zu können, bleibt der tugendhaften Justine kaum eine Erniedrigung erspart. Ihre Standhaftigkeit und Ehrlichkeit tragen ihr rachgierige Verleumdungen und Verdächtigungen ein, wobei der zwangsweise Aufenthalt in einem Kloster mit perversen Mönchen das schwärzeste Kapitel darstellt, bis schließlich nach fünfzehn Jahren ausgerechnet die verdorbene Juliette ihre Schwester vor der Hinrichtung retten kann.

## Kritik
„Aus de Sades Romanen zusammengeflickte, ins Negative pervertierte Schnulze.“

„Der vor der Französischen Revolution spielende Film (…) mildert die Einzelheiten, aber auch die umstrittene Tendenz der Buchvorlage zugunsten eines wechselreichen Kostümfilms ab, der trotz gelegentlich artifizieller Züge deutlich von der augenblicklichen «Sado-Welle» inspiriert ist. Das Ergebnis verdient weder strikte Ablehnung noch literarisches Interesse.“